# Roccellinastrum neglectum
Roccellinastrum neglectum är en lavart som beskrevs av Henssen & Vobis. Roccellinastrum neglectum ingår i släktet Roccellinastrum, klassen Lecanoromycetes, divisionen sporsäcksvampar och riket svampar.   Inga underarter finns listade i Catalogue of Life.